# میریام نویروتر
میریام نویروتر (انگلیسی: Miriam Neureuther؛ زادهٔ ۲۱ ژوئن ۱۹۹۰) ورزشکار دوگانه و اسکی‌باز صحرانوردی اهل آلمان است.
وی همچنین برندهٔ جوایزی همچون برگ بوی نقره‌ای شده‌است.